# Queer Palm
Pour les articles homonymes, voir Queer (homonymie) et Palm.

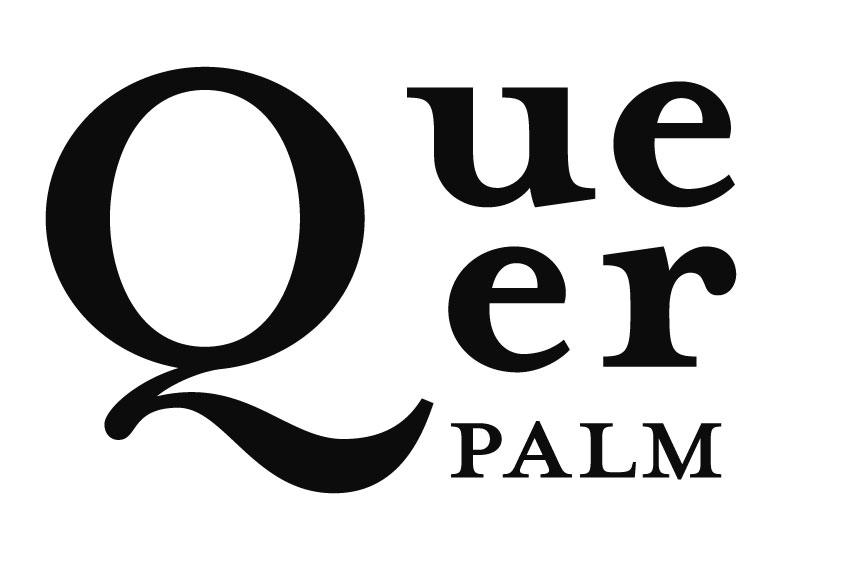

La Queer Palm (appelée Palme Queer au Québec) est une récompense LGBT décernée depuis 2010 au cours du Festival de Cannes,.
Ce prix récompense un film pour son traitement des thématiques LGBTQIAA+ (relations homosexuelles, bisexuelles, ou représentation de personnes transgenres, intersexes) parmi ceux présentés toutes sélections confondues : Sélection officielle, Un certain regard, Semaine de la critique, Quinzaine des réalisateurs et sélection de l'ACID.

## Historique
Créée en 2010 par le journaliste Franck Finance-Madureira qui en assure l'organisation chaque année, elle est parrainée par Olivier Ducastel et Jacques Martineau, réalisateurs de Jeanne et le Garçon formidable, Drôle de Félix, Crustacés et Coquillages, L'Arbre et la Forêt, etc.

## Éditions

### 2010

#### Jury[3]
- Benoît Arnulf, directeur artistique des Rencontres In&Out, Festival du film Queer de Nice (Président du jury)  France
- Florence Ben Sadoun, directrice de la rédaction, Première  France
- Romain Charbon, journaliste cinéma, Têtu, les Inrockuptibles  France
- Mike Goodridge, directeur de la publication, Screen International  Royaume-Uni
- Xavier Leherpeur, journaliste cinéma, Studio Ciné Live, Canal+  France
- Ivan Mitifiot, coordinateur d’Écrans Mixtes, Rencontres de cinéma gay et lesbien de Lyon  France
- Pascale Ourbih, présidente du festival « Chéries-Chéris  France
- Brian Robinson, programmateur du festival du film lesbien et gay de Londres  Royaume-Uni

#### Sélection
Douze films étaient susceptibles d'être primés parmi ceux présentés toutes sélections confondues.
- Les Amours imaginaires de Xavier Dolan[4]  Canada
- Kaboom de Gregg Araki  États-Unis  France

#### Palmarès
- Queer Palm : Kaboom de Gregg Araki[4]  États-Unis  France

### 2011

#### Jury[5]
- Elisabeth Quin, journaliste Paris Première (Présidente du jury)  France
- Thomas Abeltshauser, journaliste Männer, Die Welt, Winq  Allemagne
- Fred Arends, programmateur du festival Pink Screens de Bruxelles  Belgique
- Esther Cuénot, programmateur du festival Cinémarges de Bordeaux  France
- Gérard Lefort, journaliste Libération  France
- Roberto Schinardi, journaliste Il Manifesto Pride, Gay.it  Italie

#### Sélection[6]
- Busong (it) de Auraeus Solito, Philippines
- Chatrak (en) de Vimukthi Jayasundara,  Inde et  France
- Des jeunes gens modernes de Jérôme de Missolz,  France et  Belgique
- La Guerre est déclarée de Valérie Donzelli,  France
- La Piel Que Habito de Pedro Almodóvar,  Espagne
- My Little Princess de Eva Ionesco,  France
- Beauty d'Oliver Hermanus,  Afrique du Sud,  France et  Allemagne
- Snowtown de Justin Kurzel,  Australie
- Walk away Renée de Jonathan Caouette,  États-Unis,  France et  Belgique
- Gatos Viejos de Sebastian Silva et Pedro Peirano (es),  Chili
- O Abismo prateado de Karim Aïnouz,  Brésil

#### Palmarès
- Queer Palm : Beauty d'Oliver Hermanus[7]  Afrique du Sud  France et  Allemagne

### 2012

#### Jury[8]
- Julie Gayet, comédienne et productrice de télévision (Présidente du jury),  France
- Sam Ashby, designer d'affiches et éditeur du magazine Little Joe,  Royaume-Uni
- Jim Dobson, agent et directeur d'Indie PR,  États-Unis
- Sarah Neal, responsable de programmation du Brisbane Queer Film Festival,  Australie
- Frédéric Niolle, assistant réalisateur et journaliste pour Canal+ Cinéma, Paris Première et Radio France,  France
- Moria Sullivan, universitaire, conférencière, critique, cinéaste, FilmFestivals.com,  États-Unis et  Suède

#### Sélection[9]
- Hors les murs de David Lambert  Belgique
- Au-delà des collines de Cristian Mungiu  France  Belgique  Roumanie
- Les Invisibles de Sébastien Lifshitz  France
- Laurence Anyways de Xavier Dolan  Canada
- Holy Motors de Léos Carax  France  Allemagne
- Ai to Makoto de Takashi Miike  Japon
- The We and the I de Michel Gondry  États-Unis

#### Palmarès[10]
- Queer Palm : Laurence Anyways de Xavier Dolan  Canada
- Queer Palm du court métrage : Ce n'est pas un film de cow-boys de Benjamin Parent  France

### 2013

#### Jury[11]
- João Pedro Rodrigues, réalisateur, scénariste (Président du jury)  Portugal
- Daniel Dreifuss, producteur  États-Unis
- Annie Maurette, attaché de presse  France
- Nicolas Gilson, critique  Belgique
- Michel Reihac, auteur, réalisateur  France

#### Sélection[12]
- La Vie d'Adèle de Abdellatif Kechiche  France  Belgique  Espagne
- Ma vie avec Liberace (Behind the Candelabra) de Steven Soderbergh  États-Unis
- Bombay Talkies d'Anurag Kashyap, Dibakar Banerjee, Zoya Akhtar et Karan Johar  Inde
- L'Inconnu du lac de Alain Guiraudie  France
- Les Rencontres d'après minuit de Yann Gonzalez  France
- Les Garçons et Guillaume, à table ! de Guillaume Gallienne  France  Belgique

#### Palmarès
- Queer Palm : L'Inconnu du lac d'Alain Guiraudie[13]  France

### 2014

#### Jury[14]
- Bruce LaBruce, réalisateur, écrivain, journaliste, photographe (Président du jury)  Canada
- Anna Margarita Albelo, réalisatrice  Cuba  États-Unis
- Joao Ferreira, directeur artistique et programmateur du festival Queer Lisboa  Portugal
- Charlotte Lipinska, journaliste  France
- Ricky Mastro, réalisateur  Brésil

#### Sélection[15]
- Bande de filles de Céline Sciamma  France
- Les Combattants de Thomas Cailley  France
- A Girl At My Door de July Jung  Corée du Sud
- FLA de Djinn Carrenard  France
- Mommy de Xavier Dolan  Canada
- Party Girl de Marie Amachoukeli, Claire Burger, Samuel Theis  France
- Più buio di mezzanotte de Sebastiano Riso  Italie
- Pride de Matthew Warchus  Royaume-Uni
- Respire de Mélanie Laurent  France
- Saint Laurent de Bertrand Bonello  France
- When Animals Dream de Jonas Alexander Arnby  Danemark
- Whiplash de Damien Chazelle  États-Unis
- Xenia de Pános Koútras  Grèce

#### Palmarès
- Queer Palm : Pride[1] de Matthew Warchus  Royaume-Uni

### 2015

#### Jury[16]
- Desiree Akhavan, actrice, réalisatrice (Présidente du jury)
- Ava Cahen, rédactrice en chef de Clap, chroniqueuse
- Elli Mastorou, journaliste
- Nadia Turincev, productrice
- Laëtitia Eïdo, actrice

#### Sélection longs-métrages[16]
- Carol de Todd Haynes  Royaume-Uni,  États-Unis
- Marguerite et Julien de Valérie Donzelli  France
- Amy d’Asif Kapadia  Royaume-Uni
- Love de Gaspar Noé  France
- Dope de Rick Famuyiwa  États-Unis
- Much Loved de Nabil Ayouch  France
- Mustang de Deniz Gamze Ergüven  France
- Les Deux Amis de Louis Garrel  France
- Ni le ciel ni la terre de Clément Cogitore  France  Belgique
- Avant l'aurore (sous le titre De l'ombre il y a) de Nathan Nicholovitch  France
- Pauline s'arrache d'Émilie Brisavoine  France
- La Vanité de Lionel Baier  Suisse  France

#### Palmarès
- Queer Palm : Carol[17] de Todd Haynes  Royaume-Uni,  États-Unis

### 2016

#### Jury
- Olivier Ducastel et Jacques Martineau, présidents du jury[19]
- Émilie Brisavoine, réalisatrice
- João Federici, directeur artistique brésilien
- Marie Sauvion, journaliste française

#### Sélection longs-métrages
- Apnée de Jean-Christophe Meurisse
- Aquarius de Kleber Mendonça Filho
- Le Cancre de Paul Vecchiali
- La Danseuse de Stéphanie Di Giusto
- Divines de Houda Benyamina
- Fiore de Claudio Giovannesi
- Mademoiselle de Park Chan-wook
- The Neon Demon de Nicolas Winding Refn
- Grave de Julia Ducournau
- Rester vertical de Alain Guiraudie
- Les Vies de Thérèse de Sébastien Lifshitz
- Willy 1er de Ludovic Boukherma, Zoran Boukherma, Marielle Gautier et Hugo P. Thomas

#### Palmarès
- Queer Palm : Les Vies de Thérèse de Sébastien Lifshitz  France
- Queer Palm du court métrage : Gabber Lover d'Anna Cazenave-Cambet  France

### 2017

#### Jury[20]
- Travis Mathews, président du jury
- Yair Hochner, fondateur et directeur artistique du TLVFest (en)
- Paz Lazaro, directrice de la programmation de la section Panorama de la Berlinale
- Lidia Terki, réalisatrice française
- Paul Marques Duarte, réalisateur français

#### Sélection longs-métrages[20]
- Coby de Christian Sonderegger
- They de Anahita Ghazvinizadeh
- Marlina, la tueuse en quatre actes de Mouly Surya
- Nothingwood de Sonia Kronlund
- 120 battements par minute de Robin Campillo
- Nos années folles de André Téchiné
- How to Talk to Girls at Parties de John Cameron Mitchell

#### Sélection courts-métrages[20]
- Heritage (Ben Mamshich) de Yuval Aharoni  Israël
- Mauvais lapin (Coelho Mau) de Carlos Conceição  Portugal
- Les Îles de Yann Gonzalez  France
- Möbius de Sam Kuhn  Canada  États-Unis
- The Best Fireworks Ever (Najpiekniejsze fajerwerki ever) de Aleksandra Terpinska  Pologne
- Cherries (Trešnje) de Dubravka Turić  Croatie

#### Palmarès[21]
- Queer Palm : 120 battements par minute de Robin Campillo  France
- Queer Palm du court métrage : Les Îles de Yann Gonzalez  France

### 2018

#### Jury[22]
- Sylvie Pialat, productrice (présidente du jury)
- Pepe Ruiloba, programmateur et coordinateur du prix Premio Maguey du festival de Guadalajara
- Dounia Sichov, actrice, monteuse et productrice
- Morgan Simon, réalisateur
- Boyd Van Hoeij, journaliste

#### Sélection longs-métrages[23]
- L'Amour debout de Michaël Dacheux  France
- Border d'Ali Abbasi  Iran  Suède
- Carmen et Lola d'Arantxa Echevarría  Espagne
- Cassandro the Exotico ! de Marie Losier  France
- Un couteau dans le cœur de Yann Gonzalez  France
- Diamantino de Gabriel Abrantes et Daniel Schmidt  Portugal
- L'Ange (El Ángel) de Luis Ortega  Argentine  Espagne
- Euforia de Valeria Golino  Italie
- Girl de Lukas Dhont  Belgique
- Plaire, aimer et courir vite de Christophe Honoré  France
- Rafiki de Wanuri Kahiu  Kenya  Afrique du Sud
- Sauvage de Camille Vidal-Naquet  France
- Shéhérazade de Jean-Bernard Marlin  France
- Whitney de Kevin Macdonald  États-Unis  Royaume-Uni

#### Sélection courts-métrages[24]
- Rubber Dolphin (Dolphin Megumi) de Ori Aharon  Israël
- The Orphan (O órfão) de Carolina Markowicz  Brésil
- Sailor's Delight de Louise Aubertin, Éloïse Girard, Marine Meneyrol, Jonas Ritter, Loucas Rongeart et Amandine Thomoux  France
- Ultra Pulpe de Bertrand Mandico  France

#### Palmarès[22]
- Queer Palm : Girl[2] de Lukas Dhont  Belgique
- Queer Palm du court métrage : The Orphan (O órfão) de Carolina Markowicz  Brésil

### 2019

#### Jury[25]
- Virginie Ledoyen, actrice (présidente du jury)
- Claire Duguet, réalisatrice, scénariste, productrice et directrice de la photographie
- Kee Yoon Kim, actrice et humoriste
- Felipe Matzembacher, réalisateur, scénariste et producteur
- Marcio Reolon, réalisateur, scénariste, producteur et acteur

#### Sélection longs-métrages[25]
- Adam de Maryam Touzani  Maroc
- Bacurau de Kleber Mendonça Filho et Juliano Dornelles  Brésil
- Douleur et Gloire (Dolor y gloria) de Pedro Almodovar  Espagne
- Dylda (Дылда) de Kantemir Balagov  Russie
- Et puis nous danserons (And Then we Danced) de Levan Akin  Suède
- Frankie de Ira Sachs  États-Unis
- Indianara de Aude Chevalier-Beaumel et Marcelo Barbosa  Brésil
- Liberté (Personalien) de Albert Serra  Espagne
- Matthias et Maxime de Xavier Dolan  Canada
- Port Authority de Danielle Lessovitz  États-Unis
- Portrait de la jeune fille en feu de Céline Sciamma  France
- Rocketman de Dexter Fletcher  Royaume-Uni
- Roubaix, une lumière de Arnaud Desplechin  France
- Tlamess de Ala Eddine Slim  Tunisie
- Tu mérites un amour de Hafsia Herzi  France
- Zombi Child de Bertrand Bonello  France

#### Sélection courts-métrages[26]
- La Distance entre le ciel et nous de Vasílis Kekátos  Grèce  France
- Grand Bouquet de Nao Yoshigai  Japon
- Jeremiah de Kenya Gillespie  États-Unis
- Journey Through a Body de Camille Degeye  France
- The Manila Lover de Johanna Pyykkö  Norvège
- She Runs de Qiu Yang  Chine
- Complex Subject (Slozhnopodchinennoe) de Olesya Yakovleva  Russie

#### Palmarès
- Queer Palm : Portrait de la jeune fille en feu de Céline Sciamma[27]  France
- Queer Palm du court-métrage : La Distance entre le ciel et nous de Vasilis Kekatos[28]  Grèce  France

### 2021

#### Jury[29]
- Nicolas Maury, acteur et réalisateur (président du jury)
- Josza Anjembe, réalisatrice, scénariste et journaliste
- Roxane Mesquida, actrice
- Vahram Muratyan, artiste et designer graphique
- Aloïse Sauvage, actrice et chanteuse

#### Sélection longs-métrages[30]
- Les Amours d'Anaïs de Charline Bourgeois-Tacquet  France
- Benedetta de Paul Verhoeven  France
- Bruno Reidal de Vincent Le Port  France
- La Colline où rugissent les lionnes (Luaneshat e kodrës) de Luàna Bajrami  France  Kosovo
- Compartiment n° 6 (Hytti Nro 6) de Juho Kuosmanen  Finlande
- La Fracture de Catherine Corsini  France
- Ghost Song de Nicolas Peduzzi  France
- Great Freedom (Große Freiheit) de Sebastian Meise  Autriche
- Moneyboys de C.B. Yi  Autriche
- Neptune Frost de Saul Williams et Anisia Uzeyman  États-Unis
- Les Olympiades de Jacques Audiard  France
- Petite Nature de Samuel Theis  France
- Retour à Reims (Fragments) de Jean-Gabriel Périot  France
- Titane de Julia Ducournau  France
- Tout s'est bien passé de François Ozon  France
- Vénus sur la rive (Venus by Water) de Lin Wang  Chine
- Women Do Cry (Zhenite plachat) de Mina Mileva et Vesela Kazakova  Bulgarie

#### Sélection courts-métrages[30]
- Billy Boy de Sacha Amaral  Argentine
- Brutalia, Jours de labeur (Brutalia, Days of Labor) de Manolis Mavris  Grèce  Belgique
- The Fall of the Swift (La Caída del vencejo) de Gonzalo Quincoces  Espagne
- Cicada de Yoon Daewoen  Corée du Sud
- Frida de Aleksandra Odić  Allemagne
- Haut les cœurs de Adrian Moyse Dullin  France
- King Max de Adèle Vincenti-Crasson  France
- Simone est partie de Mathilde Chavanne  France
- Hors de l'eau (Über Wasser) de Jela Hasler  Suisse

#### Palmarès[31]
- Queer Palm : La Fracture de Catherine Corsini  France[32]
- Queer Palm du court métrage : Frida d'Aleksandra Odić  Allemagne et The Fall of the Swift (La Caída del vencejo) de Gonzalo Quincoces  Espagne[33]

### 2022

#### Jury[34]
- Catherine Corsini, réalisatrice et scénariste  (président du jury)
- Djanis Bouzyani, acteur, réalisateur et scénariste
- Marilou Duponchel, journaliste
- Stéphane Riethauser, réalisateur
- Paul Struthers, producteur

#### Sélection longs-métrages[35]
- Les Amandiers de Valeria Bruni Tedeschi  France
- Close de Lukas Dhont  Belgique
- La Femme de Tchaïkovski de Kirill Serebrennikov  Russie
- Pacifiction : Tourment sur les Îles de Albert Serra  Espagne
- Kurak Günler (Burning Days) de Emin Alper  Turquie
- Rodéo de Lola Quivoron  France
- Joyland de Saim Sadiq  Pakistan
- Le Bleu du Caftan de Maryam Touzani  Maroc
- Riposte féministe de Marie Perennès et Simon Depardon  France
- Les Cinq Diables de Léa Mysius  France
- La Dérive des continents (au sud) de Lionel Baier  Suisse
- Feu follet (Fogo-fátuo) de João Pedro Rodrigues  Portugal
- A Male (en) de Fabian Hernández  Colombie
- Moonage Daydream de Brett Morgen  États-Unis
- Irma Vep (mini-série) de Olivier Assayas  France
- Chronique d’une liaison passagère de Emmanuel Mouret  France

#### Sélection courts-métrages
- Feng Zheng de Li Yingtong  France
- Mumlife de Ruby Challenger  Australie
- The Pass de Pepi Ginsberg  États-Unis
- Le Feu au lac de Pierre Menahem  France
- Gakjil de Sujin Moon  Corée du Sud
- Aribada de Simon(e) Jaikiriuma Paetau et Natalia Escobar
- Des jeunes filles enterrent leur vie de Maïté Sonnet  France
- Les Créatures qui fondent au soleil de Diego Céspedes  Chili /  France
- Hideous de Yann Gonzalez  Royaume-Uni
- On Xerxes throne (Sur le trône de Xerxès) de Evi Kalogiropoulou  Grèce
- Swan dans le centre de Iris Chassaigne  France
- Regarde moi (Dang Wo Wang Xiang Ni De Shi Hou) de Shuli Huang  Chine

#### Palmarès[34]
- Queer Palm : Joyland de Saim Sadeq  Pakistan
- Queer Palm du court métrage : Regarde moi (Dang Wo Wang Xiang Ni De Shi Hou) de Shuli Huang  Chine

### 2023

#### Jury[36]
- John Cameron Mitchell, réalisateur, scénariste, acteur et auteur américain (président du jury)
- Isabel Sandoval, réalisatrice philippine
- Louise Chevillotte, actrice française
- Zeno Graton, réalisateur et scénariste belge
- Cédric Succivalli, journaliste, critique et programmateur français

#### Sélection longs-métrages[37]
- Anatomie d’une chute de Justine Triet  France
- Le Retour de Catherine Corsini  France
- Simple comme Sylvain de Monia Chokri  Canada
- How to Have Sex de Molly Manning Walker  Royaume-Uni
- Rosalie de Stéphanie Di Giusto  France
- The Idol (série) de Sam Levinson  États-Unis
- Le Temps d’aimer de Katell Quillévéré  France
- L'Innocence (怪物, Kaibutsu) de Hirokazu Kore-eda  Japon
- A Song Sung Blue (en) (Xiao Bai Chuan) de Zihan Geng  Chine
- Conann de Bertrand Mandico  France
- Un prince de Pierre Creton  France
- Power Alley (en) (Levante) de Lillah Halla (en)  Brésil

#### Sélection courts-métrages[37]
- Daroone Poust de Shafagh Abosaba et Maryam Mahdiye  Iran
- J’ai vu le visage du Diable de Julia Kowalski  France
- Mast-Del de Maryam Tafakory  Inde
- Boléro de Nans Laborde-Jourdàa (en)  France
- Stranger de Jehnny Beth et Iris Chassaigne  France
- 27 de Flóra Anna Buda  Hongrie  France
- Strange Way of Life de Pedro Almodovar  Espagne

#### Palmarès[38]
- Queer Palm : L'Innocence (怪物, Kaibutsu) de Hirokazu Kore-eda  Japon[39]
- Queer Palm du court métrage : Boléro de Nans Laborde-Jourdàa  France

### 2024

#### Jury
- Lukas Dhont, réalisateur et scénariste (président du jury)
- Juliana Rojas, réalisatrice
- Sophie Letourneur, réalisatrice et actrice
- Hugo Bardin (Paloma), acteur, réalisateur, drag queen
- Jad Salfiti, journaliste

#### Sélection longs-métrages[40]
- Baby de Marcelo Caetano  Brésil
- Les Femmes au balcon de Noémie Merlant  France
- La Belle de Gaza de Yolande Zauberman  France
- Bird d'Andrea Arnold  Royaume-Uni
- La Pampa d'Antoine Chevrollier  France
- Eat the Night de Caroline Poggi et Jonathan Vinel  France
- Emilia Perez de Jacques Audiard  France/ Mexique
- Marcello mio de Christophe Honoré  France
- Miséricorde d'Alain Guiraudie  France
- Most People Die on Sundays (en) (Los domingos mueren más personas) de Iair Said  Argentine/ Italie/ Espagne
- Motel Destino de Karim Aïnouz  Brésil
- My Sunshine (Boku No Ohisama) de Hiroshi Okuyama  Japon
- Les Reines du drame d'Alexis Langlois  France
- The Shameless (en) de Konstantin Bojanov (en)  Bulgarie
- Trois kilomètres jusqu'à la fin du monde (Trei Kilometri Pana La Capatul Lumii) de Emanuel Pârvu  Roumanie
- Vivre, mourir, renaître de Gaël Morel  France
- Viêt and Nam de Minh Quý Trương (en)  Vietnam

#### Sélection courts-métrages
- Immaculata de Kim Lêa Sakka  Liban
- My Senses Are All I Have to Offer (As minhas sensações são tudo o que tenho para oferecer) d'Isadora Neves Marques  Portugal
- Sauna Day (Sannapäiv) d'Anna Hints et Tushar Prakash  Estonie
- Les Fiancées du sud (Las novias del sur) d'Elena López Riera  Espagne
- Three	d'Amie Song (Université Columbia)

#### Palmarès
- Queer Palm : Trois kilomètres jusqu'à la fin du monde (Trei kilometri pana la capatul lumii) de Emanuel Pârvu  Roumanie[41]
- Queer Palm du court métrage : Les Fiancées du sud (Las novias del sur) d'Elena López Riera  Espagne

### 2025

#### Jury
- Christophe Honoré, réalisateur et scénariste (président du jury)[42]
- Léonie Pernet, compositrice et interprète[43].
- Marcelo Caetano, réalisateur et scénariste[43]
- Faridah Gbadamosi, programmatrice[43]
- Timé Zoppé, journaliste[43]

#### Sélection longs-métrages[43]
- Alpha de Julia Ducournau  France/ Belgique
- Laurent dans le vent d'Anton Balekdjian, Léo Couture et Mattéo Eustachon  France
- Drunken Noodles (en) de Lucio Castro (en)  États-Unis/ Argentine
- Enzo de Robin Campillo  France/ Italie/ Belgique
- Que ma volonté soit faite de Julia Kowalski  France/ Pologne
- The History of Sound d'Oliver Hermanus  Royaume-Uni/ États-Unis
- Le Rire et le Couteau (O riso e a faca) de Pedro Pinho  Portugal
- La Petite Dernière de Hafsia Herzi  France/ Allemagne
- Des preuves d’amour d'Alice Douard  France
- Love Me Tender d'Anna Cazenave Cambet  France
- Le Mystérieux Regard du flamant rose (La misteriosa mirada del flamenco) de Diego Céspedes  Chili/ France/ Allemagne/ Espagne/ Belgique
- Pillion de Harry Lighton  Royaume-Uni/ Irlande
- La Femme la plus riche du monde de Thierry Klifa  France/ Belgique
- Sorry, Baby de Eva Victor  États-Unis
- Un fantôme utile (Pee Chai Dai Ka, ผีใช้ได้ค่ะ) de Ratchapoom Boonbunchachoke  Thaïlande/ France/ Singapour/ Allemagne
- La Vague (La ola) de Sebastián Lelio  Chili/ États-Unis

#### Sélection courts-métrages
- Talk Me de Joecar Hanna  Espagne/ États-Unis
- Bleat ! (Kattu!) d'Ananth Subramaniam  Malaisie/ Philippines/ France
- Erogenesis de Xandra Popescu  Allemagne
- Before the Sea Forgets de Ngoc Duy Lê  Singapour

#### Palmarès
- Queer Palm : La Petite Dernière de Hafsia Herzi  France/ Allemagne[44]
- Queer Palm du court métrage : Bleat ! (Kattu!) d'Ananth Subramania  Malaisie/ Philippines/ France[45]